# Кошкупырский район
Кушкупырский район (Куш-Купирский, Кушкупирский) (узб. Qoʻshkoʻpir tumani / Қўшкўпир тумани) — административная единица в Хорезмской области Узбекистана. Административный центр — городской посёлок Кушкупыр.
Население — 173 700 человек в 2021.

## История
Кушкупырский район был образован в 1930-х годах. В 1938 году вошёл в состав Хорезмской области. В 1963 году район был упразднён, в 1967 году восстановлен.

## Административно-территориальное деление
По состоянию на 1 января 2011 года в состав района входят:
- 6 городских посёлка:

1. Караман,
2. Кушкупыр (Куш-Купир),
3. Урта Кишлак,
4. Ханабад,
5. Шерабад,
6. Шихмашхад.

- 11 сельских сходов граждан:

1. Акдарбанд(Ахунбабаевский колхоз),
2. Газават(колхоз),
3. Катаган(колхоз),
4. Кенегес(Ташкентский колхоз),
5. Узбекяб(Калининский колхоз),
6. Уртаяп(Ленинский колхоз),
7. Хадра(Чапаевский колхоз),
8. Хайрабад(Ленинградский колхоз),
9. Ханабад(Кировский колхоз),
10. Хасиян(колхоз Коммунизм),
11. Ших(колхоз Карл Маркс),
12. Янгилик(Московский колхоз).